# Sennaja plosjtsjad (metrostation)
Sennaja plosjtsjad (Russisch: Сенная площадь) is een station van de metro van Sint-Petersburg. Het station maakt deel uit van de Moskovsko-Petrogradskaja-lijn en werd geopend op 1 juli 1963. Het metrostation bevindt zich onder het gelijknamige plein (Hooiplein) in het centrum van Sint-Petersburg. Tot 1991 heetten het station en het bovenliggende plein "Plosjtsjad Mira" (Plein van de Vrede); na de val van de Sovjet-Unie werd de pre-revolutionaire naam in ere hersteld. Station Sennaja plosjtsjad vormt een overstapcomplex met de aangrenzende metrostations station Sadovaja en Spasskaja.
Het station ligt 55 meter onder de oppervlakte en beschikt over een perronhal die door arcades van de sporen wordt gescheiden. Het moderne bovengrondse toegangsgebouw bevindt zich op de hoek van de Sennaja plosjtsjad en de Oelitsa Jefimova, op de plek waar tot 1961 de kerk van de Ontslapenis van de Moeder Gods stond. De centrale perronhal was oorspronkelijk veel korter dan de perrons aan weerszijden, maar werd in 1991 verlengd in verband met de bouw van een verbindingsgang met het nieuwe station Sadovaja; tegelijkertijd werd de oude betegeling vervangen door marmeren wandbekleding.
Op 10 juni 1999 stortte een stuk dak van de stationshal in; zeven mensen verloren het leven.